# Jevgeni Lalenkov
Jevgeni Aleksejevitsj Lalenkov (Russisch: Евге́ний Алексе́евич Лаленко́в) (Angarsk, 16 februari 1981) is een Russisch voormalig schaatser.
Lalenkov was een goede middenafstands-schaatser. Hij won het wereldbeker-eindklassement over 1500 meter in 2002/2003. Tijdens de wereldkampioenschappen afstanden won hij in 2008 zilver op de 1000 meter, zijn enige individuele internationale schaatsmedaille. In 2007 en 2012 won hij brons op de ploegenachtervolging tijdens deze kampioenschappen. Nationaal nam hij vijf keer plaats op het erepodium bij de allroundkampioenschappen van Rusland, hij werd tweede in 2003, 2004, 2005, 2008 en derde in 2012.
Hij deed drie keer mee aan de Olympische Spelen en aan diverse Europese- en wereldkampioenschappen in diverse disciplines (allround, sprint, ploegenachtervolging). In 2014 stopte hij als schaatser en werd hij schaatstrainer. Hij is toen getrouwd met eveneens langebaanschaatser Jevgenia Lalenkova, voorheen Dmitrieva.

## Persoonlijke records
| Afstand      | Tijd     | Datum            | Baan           |
| ------------ | -------- | ---------------- | -------------- |
| 500 meter    | 35,47    | 11 december 2009 | Salt Lake City |
| 1000 meter   | 1.07,50  | 11 november 2007 | Salt Lake City |
| 1500 meter   | 1.43,16  | 9 november 2007  | Salt Lake City |
| 3000 meter   | 3.48,86  | 9 augustus 2009  | Calgary        |
| 5000 meter   | 6.31,59  | 17 november 2007 | Calgary        |
| 10.000 meter | 13.55,36 | 16 december 2007 | Kolomna        |

## Resultaten
| Jaar | EK Allround | WK Allround | WK Sprint | WK Afstanden                          | Olympische Spelen                   | WK Junioren |
| ---- | ----------- | ----------- | --------- | ------------------------------------- | ----------------------------------- | ----------- |
| 1999 |             |             |           |                                       |                                     | NC17        |
| 2000 |             |             |           |                                       |                                     | 6e          |
| 2001 |             |             |           | NF 1500m                              |                                     |             |
| 2002 |             | 10e         |           |                                       | 23e 1000m 10e 1500m                 |             |
| 2003 | 7e          |             |           | 4e 1500m                              |                                     |             |
| 2004 | 6e          | 8e          |           | 7e 1500m                              |                                     |             |
| 2005 | 14e         | 12e         |           | 8e 1500m                              |                                     |             |
| 2006 |             |             | 10e       |                                       | 7e 1000m 23e 1500m 5e achtervolging |             |
| 2007 |             |             | 10e       | 20e 1000m · achtervolging             |                                     |             |
| 2008 | 9e          | 12e         |           | 1000m · 7e achtervolging              |                                     |             |
| 2009 | 10e         |             | 16e       | 12e 1000m 20e 1500m                   |                                     |             |
| 2010 |             |             |           |                                       | 36e 500m 11e 1000m 11e 1500m        |             |
| 2011 |             |             |           | 13e 1000m 13e 1500m                   |                                     |             |
| 2012 |             |             |           | 10e 1000m · 18e 1500m · achtervolging |                                     |             |
| 2013 |             |             |           | 17e 1000m 12e 1500m 4e achtervolging  |                                     |             |
| 2014 |             |             | 22e       |                                       |                                     |             |

NC# = niet gekwalificeerd voor de laatste afstand, NF = niet gefinisht 

### Medaillespiegel
| Kampioenschap | Goud | Zilver | Brons |
| ------------- | ---- | ------ | ----- |
| WK Afstanden  | 0    | 1      | 2     |